# Sumpfsee (Rechlin)
Der Sumpfsee ist ein langgestreckter See und liegt auf dem Gemeindegebiet Rechlin im Süden des Landkreises Mecklenburgische Seenplatte etwa sieben Kilometer nordwestlich von Mirow in Südostmecklenburg. Im Westen und Süden grenzt der See an das Gemeindegebiet Lärz.
Von Norden, aus der Kleinen Müritz kommend, führt der Mirower Kanal durch den See an dessen Westrand. Beide sind Bestandteil der 32 Kilometer langen Bundeswasserstraße Müritz-Havel-Wasserstraße der Wasserstraßenklasse I, für die das Wasserstraßen- und Schifffahrtsamt Eberswalde zuständig ist. Durch diesen Kanal und den 7 Kilometer nördlich verlaufenden Bolter Kanal sowie über Ketten daran anschließender Seen wird die Havel aus der Müritz gespeist, die künstlich zu einem bifurkierenden Gewässer geworden ist. Meist dürfte das Wasser durch den vorhandenen Höhenunterschied Richtung Havel abfließen. Nur wenn die Schleuse Mirow geschlossen ist, dürfte sich die Fließrichtung umkehren.
Der See hat eine ungefähre Länge von 1200 Metern und eine ungefähre Breite von 270 Meter. Im nördlichen Teil ist er etwas breiter. Hier befindet sich eine kleine bewaldete Insel.
Östlich des Sees liegt der Flugplatz Rechlin-Lärz und nördlich des Sees verläuft die Bundesstraße 198.